# Stanmore (stanice metra v Londýně)
Stanmore je stanice metra v Londýně, otevřená 10. prosince 1932. V letech 1932-1939 se stanice nacházela na Metropolitan Line a v letech 1939-1979 se nacházela na Bakerloo Line. Dnes leží na lince:
- Jubilee Line (zde linka končí, před touto stanicí je Canons Park)

| Rok  | Počet cestujících |
| ---- | ----------------- |
| 2011 | 9,66 mil          |
| 2012 | 10,60 mil         |
| 2013 | 11,74 mil         |
| 2014 | 14,11 mil         |